# 徳島県道32号山城東祖谷山線
徳島県道32号山城東祖谷山線（とくしまけんどう32ごう やましろひがしいややません）は、徳島県三好市を通る県道（主要地方道）である。

## 概要
徳島県三好市山城町下川から三好市東祖谷新居屋に至る。
沿線には徳島県西部の観光地が多いが、旧西祖谷山村中心部以北を中心に全体的に山中の狭隘な路線である。

### 路線データ
- 起点：徳島県三好市山城町下川（国道32号交点）
- 終点：徳島県三好市東祖谷新居屋（国道439号交点、徳島県道113号東祖谷山大杉停車場線起点）
- 距離：30.434 km（平成22年徳島県道路現況調書）

## 歴史
- 1972年（昭和47年）3月10日 - 徳島県道23号剣山公園上名線、徳島県道270号一宇祖谷口停車場線として認定[要出典]
- 1982年（昭和57年）10月29日 - 剣山公園上名線を廃止し3分割、東側は国道439号に昇格、西側は305号一宇山城線（現在の45号西祖谷山山城線）に、残った区間と徳島県道270号一宇祖谷口停車場線（祖谷口駅付近を除く）を32号山城東祖谷山線にして認定[要出典]
- 2023年（令和5年）3月18日 - 京田工区 (750 m) のうち、京田トンネル (276 m) 含む区間 (355 m) が開通する[1]。

## 路線状況

### 重複区間
- 徳島県道140号大利辻線（三好市山城町下川 - 三好市池田町大利大西）
- 徳島県道270号一宇祖谷口停車場線（三好市山城町下川 - 三好市西祖谷山村一宇）

### 道路施設

#### 橋梁
- 祖谷口橋 - 吉野川と祖谷川の合流地点。
- 秘境祖谷大橋 - 西祖谷山村今久保の祖谷川に架かる善徳バイパスの橋。

## 地理

### 通過する自治体
路線認定された1982年当時は、三好郡山城町、同郡西祖谷山村、同郡東祖谷山村を通過する路線であったが、平成の大合併により2006年3月1日より全区間が三好市域となった
- 徳島県
  - 三好市

### 交差する道路
| 交差する道路                                               | 交差する場所   | 交差する場所 |
| ---------------------------------------------------------- | -------------- | ------------ |
| 国道32号 国道319号 重複                                    | 山城町下川     | 起点         |
| 徳島県道140号大利辻線                                      | 池田町大利大西 |              |
| 徳島県道45号西祖谷山山城線 / 祖谷渓道路                    | 西祖谷山村一宇 |              |
| 国道439号 国道492号 重複 徳島県道113号東祖谷山大杉停車場線 | 東祖谷新居屋   | 終点         |

### 沿線
- 三縄発電所
- 祖谷渓キャンプ村
- 祖谷渓
- 祖谷温泉
- 一宇発電所
- 三好市役所西祖谷山支所
- 祖谷のかずら橋
- 高野発電所